# ورنس سور یوسن
ورنس سور یوسن (به فرانسوی: Varennes-sur-Usson) یک کمون در فرانسه است که در Canton of Sauxillanges واقع شده‌است.

## خصوصیات
ورنس سور یوسن ۶٫۱۵ کیلومترمربع مساحت و ۱۶۶ نفر جمعیت دارد.